# Samuel Edney
Samuel Edney (né le 29 juin 1984 à Calgary, dans l'Alberta) est un lugeur canadien.

## Carrière
Il débute en équipe nationale en 2000, et participe ensuite aux Jeux olympiques d'hiver de 2006 (19e en simple), de 2010 (7e en simple) et de 2014 (11e en simple et 4e par équipes). Aux Championnats du monde, il a obtenu deux médailles, l'argent en 2013 et le bronze en 2012 à chaque fois dans la compétition par équipes et a réalisé comme meilleure performance individuelle une cinquième place en 2013.

## Palmarès

### Championnats du monde
- -  médaille de bronze par équipes en 2012 à Altenberg.
  -  médaille d'argent par équipes en 2013 à Whistler.

### Coupe du monde
- - Meilleur classement général : 7e en 2014.
  - 14 podiums par équipes dont 2 victoires.